# 캐논 EOS-1D X
캐논 EOS-1D X(Canon EOS-1D X)는 1,810만 유효 화소를 가지는 캐논의 풀프레임 디지털 SLR이다. 2012년 6월에 발표되었으며, 출시 가격은 미국 기준으로 US$ 6,799.00 (바디 단품)이다. 1D X는 기존 APS-H 프레스십 기종인 1D Mark IV와 풀프레임 플래그십인 1Ds Mark III의 통합기종으로 출시됐으며, 현재 캐논 DSLR 라인업에서 최상급 모델이다. 경쟁 모델로는 니콘의 D4가 있다. 자동초점 포인트가 61개, 크로스 자동초점 포인트가 41개로 향상되었으며, 1D 시리즈의 연사력과 1Ds 시리즈의 화질을 모두 갖춘 기종이다.
1D X는 Canon EOS-1D C라는 또 다른 기종으로도 출시되었으며, 1D C는 1D X에서 VDSLR적인 면과 동영상 화질을 강화시킨 기종이다.

## 결함
캐논은 카메라의 메카니즘 내에 충분한 윤활이 이뤄지지 않아, 잠재적으로 오토 포커스의 실패 또는 안정적이지 않은 뷰파인더 이미지를 발생시키는 오류에 대해 인정했다. 이 문제에 대해서 EOS 1D X와 EOS 1D C 모델의 리콜을 발표했으며, 1D X는 시리얼 번호가 왼쪽에서 여섯자리 번호가 1,2,3,4,5,6,7에 해당하는 경우, 1D C는 1에 해당하는 경우 캐논코리아 컨슈머이미징에서 무료로 수리를 받을 수 있다.

## 같이 보기
- 캐논
- 캐논 EOS
- 캐논 EF 마운트
- 풀프레임 DSLR